# Floris Balthasar
Floris Balthasar (Delft, circa 1562/1563 - Delft, circa december 1616) was een goudsmid, plaatsnijder en landmeter.
Zijn eerste bekende werk was een prent van een hellebaardier uit omstreeks 1597. In 1599 kreeg hij van de Staten-Generaal, op aanraden van Maurits van Nassau, de opdracht om het Beleg van Zaltbommel op kaart vast te leggen. Hierna kreeg hij de opdracht om ook van andere militaire operaties een kaart te maken zoals van de Slag bij Nieuwpoort, de veldtocht van 1602, het Beleg van Grave, het Beleg van Sluis, het Beleg van Gulik en de Zeeslag bij Gibraltar.
Als landmeter maakte hij met zijn zoon, Balthasar Florisz. van Berckenrode, drie grote kaarten voor de Hoogheemraadschappen van Rijnland, Delfland en Schieland. De kaart van Delfland bevat 10 folio's, die van Rijnland 22 folio's en die van Schieland 15 folio's.
Hij trouwde in 1589 met Dirckgen Zymondsdr van Overvest en hertrouwde in 1590 met Anna Thomas Claesdr. Na zijn dood werd hij op 16 december begraven in de Nieuwe Kerk van Delft. Hij liet drie zoons achter waarvan twee de achternaam Berckenrode aannamen.

## Galerij

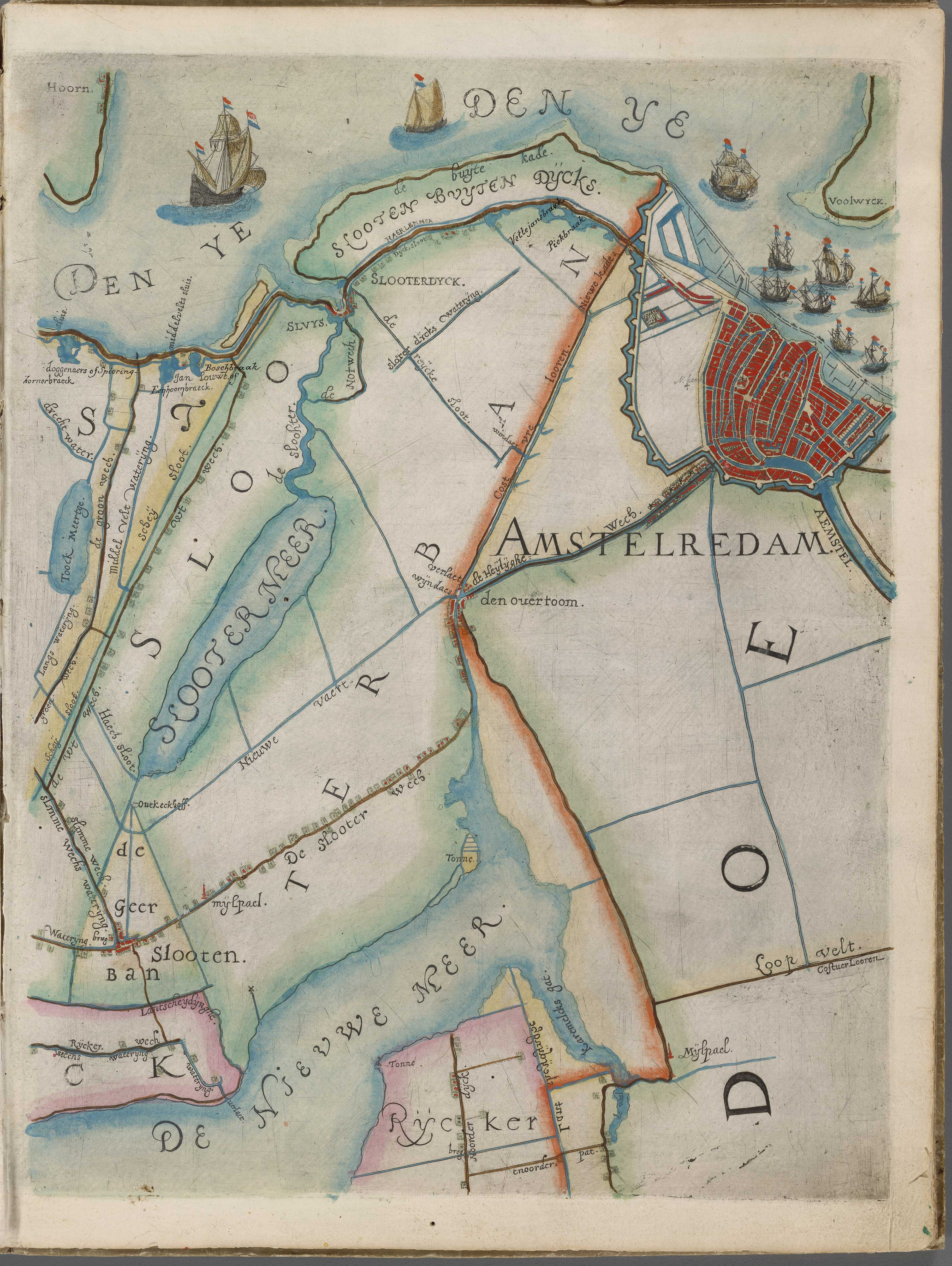
Pagina uit het kaartboek van het Hoogheemraadschap van Rijnland, door Floris Balthasar in 1611.
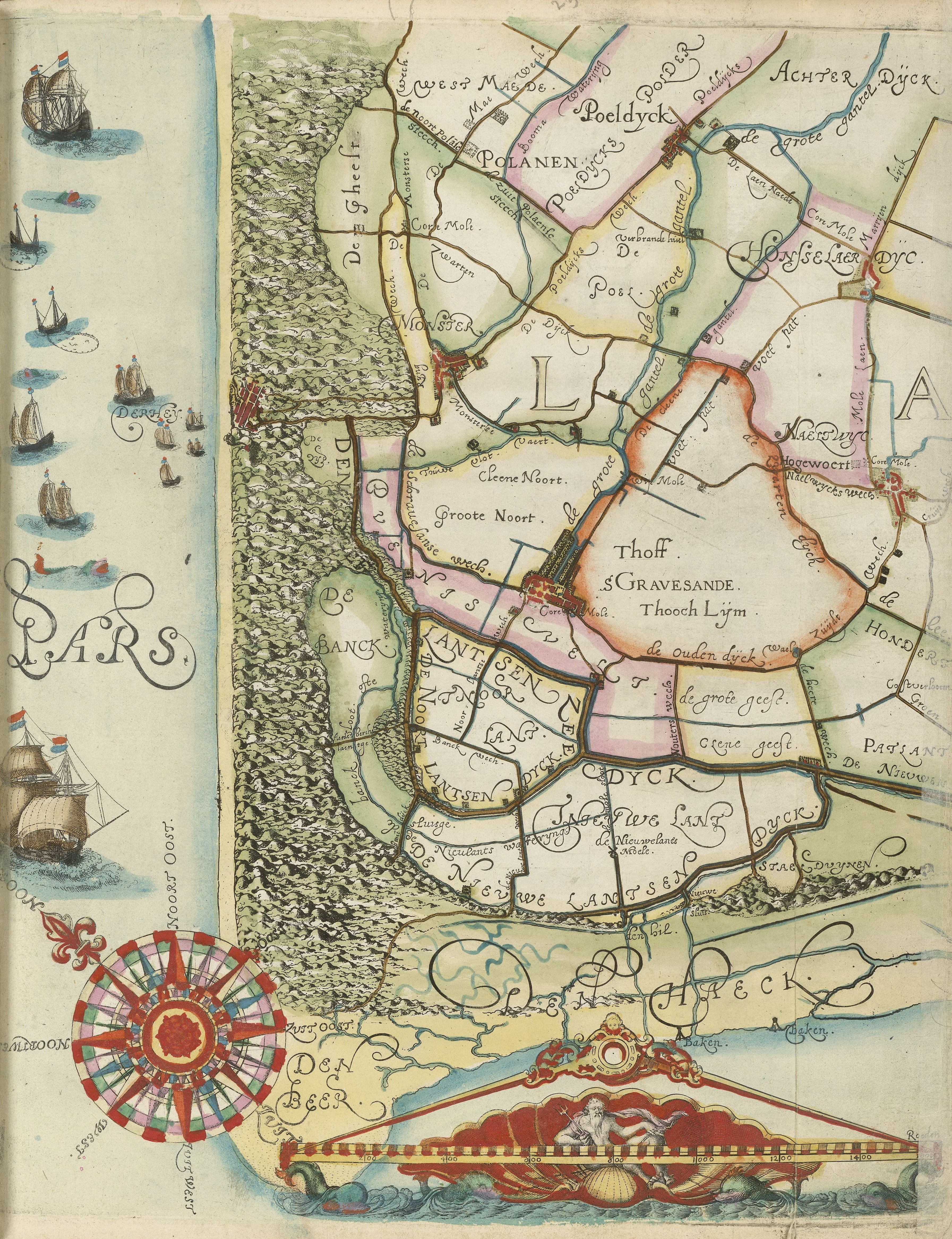
Pagina uit het kaartboek van het Hoogheemraadschap van Delfland, door Floris Balthasar in 1611.
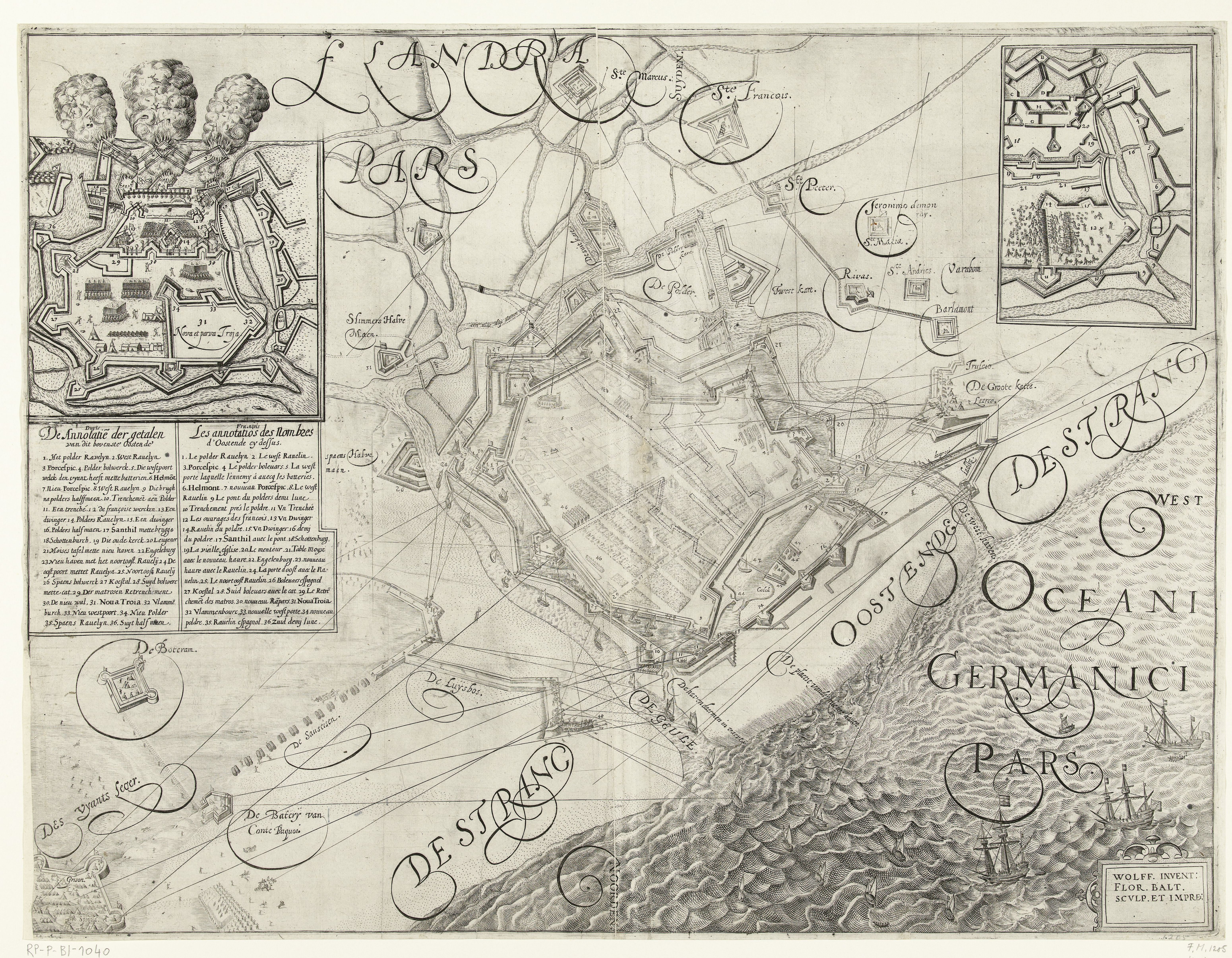
Afbeelding van het Beleg van Oostende 1604, door Floris Balthasar.

## Bron
- Blok, P.J. & Molhuysen, P.C. (1933): Nieuw Nederlandsch Biografisch Woordenboek (NNBW), deel 2, Balthasarsz. Floris, pagina 82-83
- Aa, Van der (1852): Biographisch Woordenboek, deel 2-1, Balthasar (Floris), pagina 89

- Bibliothèque nationale de France: cb15240153w (data)
- Biografisch Portaal: 40088942
- Digitale Bibliotheek voor de Nederlandse Letteren: balt007
- International Standard Name Identifier: 0000 0000 8079 8649
- Library of Congress Control Number: n91025269
- Nederlandse Thesaurus van Auteursnamen: 069765871
- RKD-Nederlands Instituut voor Kunstgeschiedenis: 7328
- Système universitaire de documentation: 196427061
- Union List of Artist Names: 500000341
- Virtual International Authority File: 310666
- WorldCat: E39PBJfH37yvPPkKhRvQQ7YXVC